# Joscha Burkhalter
Pour les articles homonymes, voir Burkhalter.
Joscha Burkhalter (né le 11 juillet 1996) est un biathlète suisse qui a représenté la Suisse aux Jeux olympiques d'hiver de 2022,.

## Palmarès

### Championnat du monde
| Édition \ Épreuve       | Individuel | Sprint | Poursuite | Mass start | Relais | Relais mixte | Relais mixte simple |
| ----------------------- | ---------- | ------ | --------- | ---------- | ------ | ------------ | ------------------- |
| Antholz-Anterselva 2020 | 72e        | 71e    | —         | —          | 15e    | —            | —                   |
| Oberhof 2023            | 36e        | 72e    | —         | —          | —      | —            | —                   |
| Nové Město 2024         | 55e        | 57e    | 44e       | —          | 14e    | —            | —                   |
| Lenzerheide 2025        | 29e        | 21e    | 28e       | 26e        | 7e     | —            | —                   |

- : non disputée par Joscha Burkhalter